# 光互連
光互連是一種光通訊的方式，是用光纖或是其他光傳輸介質來在計算機內的各元件或子系統中交換資料。光纖的頻寬比一般導線高很多，從10 Gbit/s到100 Gbit/s。
光互連已被用作電腦和行動設備連線的方式之一，也用在電腦的主機板及設備上。
IBM已經建立一個波分复用的光互連通訊協定，若此技術成功，會產生第一個可以百萬兆等級運算（每秒可以處理百萬兆個指令）的電腦。其中會有波导管將八種不同顏色的光束發射到調變器的七個接口中，因此八個資料可以同時傳送。多波長的光速延著芯片傳播，再利用光學開關來切換方向。

## 延伸閱讀
- Tocci, Christopher; H J Caulfield. . Artech House. 1994. ISBN 0890066329.
- Shigeru Kawai (编). . Boca Raton: CRC Press. 2005. ISBN 978-0-8247-2441-2.